# Paolo Pezzi
Paolo Pezzi (n. Russi, Provincia de Rávena, Italia, 8 de agosto de 1960) es un arzobispo católico, teólogo y filósofo italiano.
Pertenece a la Fraternidad Sacerdotal de los Misioneros de San Carlos Borromeo y al Movimiento Comunión y Liberación. Actualmente desde 2007 es el nuevo Arzobispo Metropolitano de la Arquidiócesis de la Madre de Dios de Moscú, así como Gran Prior de la Orden de Caballería del Santo Sepulcro de Jerusalén en la Federación Rusa. También al mismo tiempo desde 2011 ejerce de Presidente de la Conferencia de los Obispos Católicos de Rusia.

## Biografía

### Sacerdocio
Licenciado en Filosofía y Teología en 1990 por la Universidad Pontificia de Santo Tomás de Aquino de Roma. Y el día 22 de diciembre de ese mismo año fue ordenado sacerdote de la Fraternidad Sacerdotal de los Misioneros de San Carlos Borromeo por el cardenal Ugo Poletti.
Más tarde volvió a Roma y obtuvo un Doctorado en Teología pastoral por la Pontificia Universidad Lateranense, defendiendo una tesis sobre los católicos en Siberia.
En 1993 se mudó a Rusia, donde está llevando a cabo su ministerio pastoral. Allí comenzó ha pertenecer al Movimiento Comunión y Liberación y llegó a convertirse en vicario general de su Fraternidad junto al obispo italiano Mons. Massimo Camisasca.
En 2006 fue rector del Seminario Mayor "María Reina de los Apóstoles" de la ciudad de San Petersburgo.

## Episcopado

### Arzobispo de la Madre de Dios en Moscú
El 21 de septiembre de 2007, el Santo Padre Benedicto XVI le nombró II Arzobispo Metropolitano de la Arquidiócesis de la Madre de Dios de Moscú, reemplazando a Mons. Tadeusz Kondrusiewicz. 
Como lema episcopal, eligió la frase "Gloriæ Christi Passio".
Su consagración episcopal tuvo lugar el 28 de octubre de ese año, cuyo consagrante principal fue el Arzobispo de Minsk-Maguilov (Bielorrusia) Mons. Tadeusz Kondrusiewicz y cuyos co-consagrantes fueron el Obispo de Novosibirsk Mons. Joseph Werth (S.J.) y el Nuncio Apostólico de Rusia Mons. Antonio Mennini.
También el 29 de junio de 2008, con motivo de la Solemnidad de los santos San Pedro y San Pablo, en la Basílica de San Pedro de la Ciudad del Vaticano, Benedicto XVI le impuso el palio arzobispal, lo que le convirtió legítimamente en arzobispo de su Arquidiócesis.
Tras su nombramiento, al mismo tiempo ha pasado a ser Gran Prior de la Orden de Caballería del Santo Sepulcro de Jerusalén en la Federación Rusa y también desde el 19 de enero de 2011 es el nuevo Presidente de la Conferencia de los Obispos Católicos de la Federación Rusa.

## Condecoraciones
| Distinción                                                                                 |
| ------------------------------------------------------------------------------------------ |
| Gran Prior de la Orden de Caballería del Santo Sepulcro de Jerusalén en la Federación Rusa |

| Predecesor: Tadeusz Kondrusiewicz | Arzobispo Metropolitano de la Madre de Dios de Moscú 2007-presente                                       | Sucesor: En el cargo |
| Predecesor: Tadeusz Kondrusiewicz | Gran Prior de la Orden de Caballería del Santo Sepulcro de Jerusalén en la Federación Rusa 2007-presente | Sucesor: En el cargo |
| Predecesor: Joseph Werth (S.J.)   | Conferencia de los Obispos Católicos de la Federación Rusa 2011-presente                                 | Sucesor: En el cargo |